# بات براون (سياسي أمريكي)
بات براون (بالإنجليزية: Pat Brown)‏ هو محامي وسياسي أمريكي، ولد في 21 أبريل 1905 في سان فرانسيسكو في الولايات المتحدة، وتوفي في 16 فبراير 1996 في بيفرلي هيلز في الولايات المتحدة. حزبياً، نشط في الحزب الديمقراطي والحزب الجمهوري. وقد انتخب المدعي العام في كاليفورنيا ‏ (8 يناير 1951 – 5 يناير 1959) وانتخب حاكم كاليفورنيا (5 يناير 1959 – 2 يناير 1967).

## روابط خارجية
- بات براون على موقع مونزينجر (الألمانية)
- بات براون على موقع إن إن دي بي (الإنجليزية)